# Charlotte et son jules
Série Véronique et Charlotte
Tous les garçons s'appellent Patrick
(1959)
Pour plus de détails, voir Fiche technique et Distribution.
Charlotte et son jules est un court métrage français réalisé par Jean-Luc Godard, sorti en 1961.
Ce film fait partie d'un ensemble de quatre courts métrages avec les personnages Charlotte et Véronique tournés en commun avec Éric Rohmer, les trois autres étant Présentation ou Charlotte et son steak (1951), Véronique et son cancre (1959) et Tous les garçons s'appellent Patrick (1959).

## Synopsis
Une voiture dépose Charlotte chez son ancien jules, celui-ci croit qu'elle revient.

## Fiche technique
- Titre : Charlotte et son jules
- Dédicace : En hommage à Jean Cocteau
- Réalisation : Jean-Luc Godard
- Dialogues : Jean-Luc Godard
- Photographie : Michel Latouche
- Son : Jacques Maumont
- Montage : Jean-Luc Godard, Cécile Decugis
- Musique : Robert Monsigny[1]
- Langue de tournage : français
- Année de production : 1958
- Production : Pierre Braunberger
- Société de production : Les Films de la Pléiade
- Sociétés de distribution : Les Films du Jeudi, Les Films de la Pléiade
- Format : noir et blanc — son mono
- Genre : comédie[2], court métrage
- Durée : 13 minutes
- Date de sortie :
  - France :3 mars 1961[3]
- Visa d'exploitation CNC : no 21673

## Distribution
- Jean-Paul Belmondo (doublage VF : Jean-Luc Godard) : Jean
- Anne Colette : Charlotte
- Gérard Blain : l'ami de Charlotte qui attend dans la voiture

## Thèmes et contexte
Principalement constitué d'un monologue (Charlotte laisse la plupart du temps parler son jules en lui faisant des grimaces), inspiré du Bel Indifférent de Jean Cocteau, c'est la voix de Jean-Luc Godard qui remplace celle de Jean-Paul Belmondo à la postsynchronisation. Le film, ironique et acerbe, est entièrement tourné dans une chambre, avec quelques brefs plans d'extérieur sur l'ami de Charlotte qui attend dans sa voiture.
Selon Bernadette Lafont, ce court-métrage fut photographié avec les chutes de pellicule laissées après le tournage du premier film réalisé par Claude Chabrol Le Beau Serge (1958). Il est tourné sur une journée durant l'été 1958. La postsynchronisation a lieu le 17 décembre 1958.